# جوانا دودرير
جوانا دوديرر من مواليد 18 سبتمبر 1969 في برينغز، ملحنة نمساوية .
أحد الجوانب المهمة في مسيرتها الفنية هو تعاونها المتكرر مع موسيقيين مثل باترشيكا كوباتشينسكاجا و سيلفا خيثل موهر ومارليس بيترسن وإدوا زادوري ومع قائد الفرقة الموسيقية أولف شيرمر .